# James Ivory
|  | Per a altres significats, vegeu «James Ivory (matemàtic)». |

James Francis Ivory, més conegut com a James Ivory (Berkeley, Califòrnia, 7 de juny de 1928), és un director de cinema estatunidenc.

## Carrera
És principalment conegut per diversos films d'època que va rodar en les dècades de 1980 i 1990, i que van rebre excel·lents crítiques i diversos premis.

### Inicis
Va fer els seus primers passos en la dècada de 1950 rodant alguns curtmetratges. En 1959 va conèixer al productor d'origen indi Ismail Merchant, amb qui va entaular una relació sentimental. La parella va fundar dos anys després la companyia Merchant Ivory Productions, mitjançant la qual Ivory va rodar els seus films. El vincle afectiu i professional Ivory-Merchant va perdurar fins a la defunció del segon en 2005.

### Primers films rellevants
El primer film de James Ivory que va aconseguir una certa ressonància popular va ser Festa salvatge (1975), amb James Coco, Raquel Welch i Perry King. No exempt d'escenes escabroses, es basava en el poema narratiu del mateix títol, de Joseph Moncure March (1926), si bé es va inspirar també en un cas real: la mort d'una jove actriu que es va imputar com a assassinat a l'estrella de cinema mut Roscoe Arbuckle.
En 1980, Ivory va rodar Jane Austen a Manhattan, últim treball al cinema de la veterana Anne Baxter i debut de la jove Sean Young, després famosa per Blade Runner. En 1981, li va seguir Quartet, protagonitzada per Maggie Smith i la musa del cinema francès Isabelle Adjani, qui va guanyar pel seu treball el premi a la millor actriu al Festival de Canes.
Especialitzat en produccions d'època molt cuidades estèticament, en 1984 Ivory va dirigir Les bostonianes, una adaptació de la novel·la de Henry James amb un elenc que incloïa a Vanessa Redgrave (nominada a l'Oscar pel seu paper), Christopher Reeve i Jessica Tandy.

### Apogeu: anys 1980-1990
Des de mitjan anys 1980 James Ivory va viure un decenni d'èxits gairebé ininterromputs.
La seva pel·lícula Una habitació amb vista (1985) va comptar amb un repartiment de luxe (Daniel Day-Lewis, Maggie Smith, Denholm Elliott, Helena Bonham Carter i Judi Dench, entre altres) i va ser nominada a 8 Óscares, guanyant-ne finalment 3, i igualment va guanyar un Globus d'Or i 2 premis BAFTA.
El 1987, Maurice (un dels primers grans papers de Hugh Grant) va ser nominada a un Oscar i va guanyar 3 premis de la Mostra Internacional de Cinema de Venècia.
El 1990 James Ivory va reunir dues llegendes del cinema, Paul Newman i la seva dona Joanne Woodward, a Mr. & Mrs. Bridge; ella seria nominada a l'Oscar i a un Globus d'Or pel seu treball.
El 1992, la pel·lícula Retorn a Howards End (amb Anthony Hopkins, Vanessa Redgrave i Emma Thompson) va suposar un altre gran èxit per a Ivory: va ser nominada a 10 Oscars, guanyant-ne finalment 3; igualment va guanyar 1 Globus d'Or (millor actriu) i 2 premis BAFTA (millor actriu i millor pel·lícula).
El 1993, El que queda del dia va reunir novament Anthony Hopkins i Emma Thompson; va ser nominada a altres 8 Oscars, no guanyant-ne finalment cap, però Ivory va guanyar el premi BAFTA a millor director.

### Menor repercussió
Els posteriors projectes de James Ivory van tenir menys èxit, almenys en taquilla, malgrat els seus prestigiosos repartiments: Jefferson in Paris el 1995 (amb Nick Nolte, Greta Scacchi, Jean-Pierre Aumont, Gwyneth Paltrow i una jove Thandie Newton), Surviving Picasso el 1996 (amb Anthony Hopkins, Natascha McElhone, Julianne Moore i Joan Plowright)...
El 2000, Ivory va adaptar una altra novel·la d'Henry James, La copa daurada, amb un rutilant elenc: Kate Beckinsale, James Fox, Anjelica Huston, Nick Nolte, Uma Thurman. Va rebre crítiques favorables, però la recaptació no va cobrir els 15 milions de dòlars que va costar.
El 2003, el film Le divorce va reunir diverses estrelles joves (Kate Hudson, Naomi Watts) i a unes altres ja veteranes, com Glenn Close, Stockard Channing i la llegendària Leslie Caron; però va ser pobrament rebut en taquilla i crítiques. L'últim projecte de Ivory i Merchant va ser La comtessa russa (2005), protagonitzat per Ralph Fiennes i Natasha Richardson; va obtenir una recaptació discreta, però va rebre bones crítiques.

### Guanya l'Oscar
Finalment, a l'edat de 89 anys, aconsegueix l'Oscar al millor guió adaptat per Digue'm pel teu nom, basat en la novel·la d'André Aciman. Ambientada en el nord d'Itàlia en 1983, la cinta narra la història d'amor entre Elio Perlman (Timothée Chalamet), un adolescent de 17 anys, i Oliver (Armie Hammer), l'assistent del seu pare. També compta amb la participació de Michael Stuhlbarg, Amira Casar i Esther Garrel. Fou el guanyador més ancià en aquesta categoria en la història del premi.

## Filmografia
Com a director
| Any  | Títol                                               | Notes                 |
| ---- | --------------------------------------------------- | --------------------- |
| 1953 | Four in the Morning                                 | Curt                  |
| 1957 | Venice: Theme and Variations                        | Curt                  |
| 1959 | The Sword and the Flute                             | Curt                  |
| 1963 | El cap de família                                   |                       |
| 1964 | The Delhi Way                                       | Documental            |
| 1965 | Shakespeare Wallah                                  | També coguionista     |
| 1969 | The Guru                                            | També coguionista     |
| 1970 | Bombay Talkie                                       | També coguionista     |
| 1972 | Adventures of a Brown Man in Search of Civilization | Documental per la BBC |
| 1972 | Savages                                             |                       |
| 1975 | Autobiografia d'una princesa                        |                       |
| 1975 | Festa salvatge                                      |                       |
| 1977 | Roseland                                            |                       |
| 1978 | Hullabaloo Over Georgie and Bonnie's Pictures       |                       |
| 1979 | Els europeus                                        |                       |
| 1979 | The Five Forty-Eight                                | Telefilm              |
| 1980 | Jane Austen a Manhattan                             |                       |
| 1981 | Quartet                                             |                       |
| 1983 | Heat and Dust                                       |                       |
| 1984 | Les bostonianes                                     |                       |
| 1985 | Una habitació amb vista                             |                       |
| 1987 | Maurice                                             | També coguionista     |
| 1989 | Esclaus a Nova York                                 |                       |
| 1990 | Mr. & Mrs. Bridge                                   |                       |
| 1992 | Retorn a Howards End                                |                       |
| 1993 | El que queda del dia                                |                       |
| 1995 | Jefferson in Paris                                  |                       |
| 1995 | Lumière et compagnie                                | Segment               |
| 1996 | Surviving Picasso                                   |                       |
| 1998 | La filla d'un soldat no plora mai                   | També coguionista     |
| 2000 | La copa daurada                                     |                       |
| 2003 | Le divorce                                          | També coguionista     |
| 2005 | La comtessa russa                                   |                       |
| 2009 | The City of Your Final Destination                  |                       |

Altres crèdits
- Helen, Queen of the Nautch Girls (1973,, curt, dirigit per Anthony Korner) – guió
- The Courtesans of Bombay (1983, documental, dirigit per Ismail Merchant) – ideat
- Digue'm pel teu nom (2017, pel·lícula, dirigida per Luca Guadagnino) – productor, guió

## Premis i nominacions
| Any  | Categoria           | Pel·lícula              | Resultat  | Referències |
| ---- | ------------------- | ----------------------- | --------- | ----------- |
| 1987 | Millor director     | Una habitació amb vista | Nominat   |             |
| 1993 | Millor director     | Retorn a Howards End    | Nominat   |             |
| 1994 | Millor director     | El que queda del dia    | Nominat   |             |
| 2018 | Millor guió adaptat | Digue'm pel teu nom     | Guanyador |             |

| Any  | Categoria           | Pel·lícula              | Resultat  | Referències |
| ---- | ------------------- | ----------------------- | --------- | ----------- |
| 1984 | Millor director     | Heat and Dust           | Nominat   | [ 12 ]      |
| 1987 | Millor pel·lícula   | Una habitació amb vista | Guanyador | [ 12 ]      |
| 1987 | Millor director     | Una habitació amb vista | Nominat   | [ 12 ]      |
| 1993 | Millor pel·lícula   | Retorn a Howards End    | Guanyador | [ 12 ]      |
| 1993 | Millor director     | Retorn a Howards End    | Nominat   | [ 12 ]      |
| 1994 | Millor pel·lícula   | El que queda del dia    | Nominat   | [ 12 ]      |
| 1994 | Millor director     | El que queda del dia    | Nominat   | [ 12 ]      |
| 2018 | Millor guió adaptat | Digue'm pel teu nom     | Guanyador | [ 12 ]      |

| Any  | Categoria       | Pel·lícula              | Resultat | Referències |
| ---- | --------------- | ----------------------- | -------- | ----------- |
| 1987 | Millor director | Una habitació amb vista | Nominat  | [ 13 ]      |
| 1993 | Millor director | Retorn a Howards End    | Nominat  | [ 13 ]      |
| 1994 | Millor director | El que queda del dia    | Nominat  | [ 13 ]      |

| Any  | Categoria             | Pel·lícula           | Resultat  | Referències |
| ---- | --------------------- | -------------------- | --------- | ----------- |
| 1992 | Premio 45è Aniversari | Retorn a Howards End | Guanyador | [ 14 ]      |

| Any  | Categoria                           | Pel·lícula        | Resultat  |
| ---- | ----------------------------------- | ----------------- | --------- |
| 1987 | Lleó de Plata                       | Maurice           | Guanyador |
| 1990 | Ciak d’Or                           | Mr. & Mrs. Bridge | Guanyador |
| 1990 | Premi Pasinetti - Millor pel·lícula | Mr. & Mrs. Bridge | Guanyador |